# Ruw heidestaartje
Ruw heidestaartje (Cladonia scabriuscula) is een soort korstmos uit het geslacht Cladonia.

## Determinatie
Ruw heidestaartje is een struikvormig korstmos. Het primaire thallus bestaat uit kleine grondschubben die echter dikwijls al vroeg verdwijnen en daardoor vaak geheel afwezig zijn. De schubben zijn onregelmatig gelobd, 7–10 mm lang en 5–7 mm breed.
Podetiën zijn altijd aanwezig. Deze zijn grofkorrelig soredieus met daartussen gladde schors of open, tot op het bleekbruine of roze merg. De podetiën zijn altijd beschubd met relatief grote schubben (2–5 mm lang), vooral onderaan. Vaak zijn de podetiën talrijk beschubd, alhoewel er ook exemplaren voorkomen met weinig beschubde podetiën. De podetiën groeien doorgaans rechtopstaand met een lengte van (9–)14–32(–60) mm en een dikte van 1–2 mm. Ze zijn dof en hebben een grijsgroene kleur, alhoewel ze ook vaak bruin zijn aangelopen en vaak bleekbruin gemarmerd zijn. Verder zijn ze regelmatig tot onregelmatig vertakt (vaak op het eind nog in tweeën vertakt) met spitse podetiumtoppen. Op de podetiumtop zijn soms bruine tot zwarte, puntvormige pycnidiën te vinden die de vorm hebben van een aan de basis versmalde urn. Binnenin de pycnidiën zit een kleurloze gelei. Soms ontwikkelen zich uit de top ook apotheciën; deze zijn 0,5–2,0 mm breed. In Nederland worden nooit apotheciumvormende exemplaren aangetroffen.
Microscopische kenmerken
In de gelei uit een pycnidium zitten pycnosporen met een afmeting van 5–8 × 1–1,5 μm.
In een apothecium zitten bruine ascosporen met een langwerpig-ellipsvormige vorm en afmetingen van 11–17 × 4–6 μm.
Kleurreacties
Ruw heidestaartje heeft de volgende kenmerkende kleurreacties: K+ (geel tot bruin), C, KC–, P+ (rood), UV–.
Gelijkende taxa
Ruw heidestaartje lijkt (vooral qua vorm, kleur en glans) op gevorkt heidestaartje; de laatstgenoemde soort heeft echter géén soredieuze podetiën. Ook wordt ruw heidestaartje veel verward met bruin heidestaartje; bruin heidestaartje heeft echter de kleurreacties P– en UV+ wit.

## Ecologie
Ruw heidestaartje wordt het meest aangetroffen op humeus, kalkhoudend zand op enigszins verstoorde of dynamische plekken, vooral in de grijze duinen, zandafgravingen, schrale bermen en soms ook weilanden. Zelden wordt de soort ook wel eens in heidevelden en zandverstuivingen gevonden. Zeer incidenteel kan ze ook epifytisch worden aangetroffen in natte bossen.

## Verspreiding
Ruw heidestaartje kent een nagenoeg kosmopolitische verspreiding; ze wordt op alle continenten van de wereld aangetroffen, behalve Antarctica. Ook wordt ze op vele eilanden gevonden.
In Nederland komt het vrij algemeen voor. Het staat niet op de rode lijst en is niet bedreigd.

## Taxonomie
Dit taxon werd voor het eerst wetenschappelijk beschreven door Dominique François Delise en noemde het Cenomyce scabriuscula. De huidige naam erkend door Index Fungorum werd in 1875 gegeven door William Allport Leighton, waardoor het werd overgebracht naar het geslacht Cladonia.